# Giovanni Fabbri
Pour les articles homonymes, voir Fabbri.
Giovanni Fabbri ou Fabri, mort le 19 janvier 1777 à Bologne, est un graveur néoclassique italien du XVIIIe siècle actif principalement à Bologne.

## Biographie
Selon l'Oretti, Giovanni Fabbri, né à une date inconnue et dont seulement le père est connu, Pietro Fabbri, artiste peintre, est un peintre bolognais, mais sa déclaration est non confirmée puisqu'aucun registre paroissal de l'époque ne contenait son nom, ce qui laisse présager qu'il soit probablement né dans une ville voisine puis apporté à Bologne à un très jeune âge. Des sources documentées précisent qu'une branche de la famille Fabbri était déjà établie à Medicina, en banlieue de Bologne et qui était très influente à l'époque en ayant aussi des contacts et liens de parenté de Bologne.
Le 1er octobre 1741, il se marie avec Dalila di Bernardo Ferraresi à l'église Santa Maria della Masone à Bologne et le couple a eu quatre enfants. Dans la description nécrologique de Fabbri provenant des archives de l'Accademia Clementina, Fabbri a été décrit comme « quelqu'un de réservé, dédié exclusivement au travail et à la famille, connu seulement par un petit cercle d'admirateurs ».
Le 16 janvier 1761, il est devenu Accademico del Numero dans l'association Clementina de l'académie. Il a été travaillé presque exclusivement au burin et à l'eau-forte pour effectuer principalement des reproductions d'artistes aux côtés de grands imprimeurs de l'époque pour préparer des œuvres illustrées raffinées. Ses premiers tirages sont apparus dans le magazine très populaire du XVIIIe siècle, le L'dsgrazi d'Bertuldin dalla Zena recueil de fables et de chansons de Giulio Cesare Croce, publié par l'imprimeur Costantino Pisarri en 1736. Le tableau iconographie illustrant la fable de Croce rimée par Giuseppe Maria Buini était composé de huit gravures, une figurant sur la page d'après titre, une seconde après les observations de l'éditeur puis, six autres pour illustrer les chansons de Croce. Chaque gravure était signée de la main de Fabbri et était gravée d'après l'œuvre de Vittorio Bigari, Giuseppe Marchesi, Antonio Rossi (peintre) et Giacomo Pavia.
Sans être au niveau de popularité des gravures de Ludovico Mattioli de la même année pour le Bertoldo, Fabbri démontrait déjà une bonne maîtrise des médiums de la gravure comme le burin et l'eau-forte insinuant le fait qu'il a eu des études avancées. La popularité du Bertoldo a poussé l'imprimeur Lelio Dalla Volpe à publier cinq autres éditions du recueil dont vingt tableaux sont attribués à différents graveurs, dont Fabbri. Il est donc devenu collaborateur avec deux imprimeurs en une courte période de temps, Pisarri et Dalla Volpe, étoile montante en imprimerie, deux imprimeurs qui ont fini par devenir concurrents.
Il effectue quelques gravures de tableaux naturalistes pour Lelio Dalla Volpe en 1746 destinés à des ouvrages scientifiques. Les gravures représentaient des plantes et des animaux et mettaient un accent sur les différences entre chaque espèce. Ces œuvres montrent l'attention qu'a Fabbri pour le monde naturel par le fait qu'elles sont minutieuses et scientifiquement correctes.
Les études de ses ouvrages de la Bibliothèque municipale de l’Archiginnasio et de la Pinacothèque nationale de Bologne démontre son attachement aux traditions et aux coutumes puisqu'il réplique de nombreuses œuvres religieuses. Sa dernière commande et sa plus significative sont ses représentations du complexe pictural du monastère de San Michele in Bosco à Bologne, élaborés pour la gigantesque œuvre de Giampietro Zanotti. L'édition colossale du complexe pictural avait pour but de recréer une nouvelle version plus large de l'édition de 1694 de Carlo Cesare Malvasia, qui était devenue extrêmement rare. Les quarante estampes, esquissées par Domenico Maria Fratta, représentent la vie des Sœurs Benedetto et Cecilia et sont la seule représentation restante des fresques de Lodovico Carracci et de son école, aujourd'hui disparues.
L'Oretti lui attribue aussi une Sainte-Vierge de Guido Reni, Saint Jérôme de Caracci, un homme nu de Michel-Ange (d'après un dessin de Francesco Albergati Capacelli), une vue du Théâtre de la Fiera de Bologne de Biagio Costantini et Saint Sébastien de Marcantonio Franceschini. Il décède le 19 janvier 1777 et est enterré à l'Église Santa Maria del Tempio.
Dans les dernières années de sa vie, il a eu comme élève Francesco Rosaspina.

## Œuvres
Liste non-exhaustive de ses gravures:
- La Madonna dei sette dolori, gravure d'après Angelo Piò, 1740, Bologne ;
- San Luca Pellegrino, gravure, 1752, Bologne.